# Giorgio Grassi
Giorgio Grassi (27 d'octubre de 1935), és un arquitecte italià, nascut a Milà, on va estudiar arquitectura, graduant-se el 1960. Per tres anys des del 1961 va ser membre de la redacció de la revista Casabella, i des de 1965 ha estat professor en diferents escoles. És Catedràtic de Composició Arquitectònica del Politècnic de Milà des de 1977. La seva obra té moltes referències amb l'arquitectura del passat, i la seva recerca arquitectònica sempre està relacionada amb la ciutat antiga.

## Obra publicada
- Grassi, Giorgio. Architettura, Lingua Morta (en italià).  Electa, 1986.